# 1943年美國
|        | 美國歷史 \| 美國歷史年表                                                                                                   |
| 世紀： | 19世紀美國 \| 20世紀美國 \| 21世紀美國                                                                                     |
| 年代： | 1910年代美國 \| 1920年代美國 \| 1930年代美國 \| 1940年代美國 \| 1950年代美國 \| 1960年代美國 \| 1970年代美國               |
| 年份： | 1939年美國 \| 1940年美國 \| 1941年美國 \| 1942年美國 \| 1943年美國 \| 1944年美國 \| 1945年美國 \| 1946年美國 \| 1947年美國 |
| 紀年： | 美国独立167周年 |

## 聯邦政府

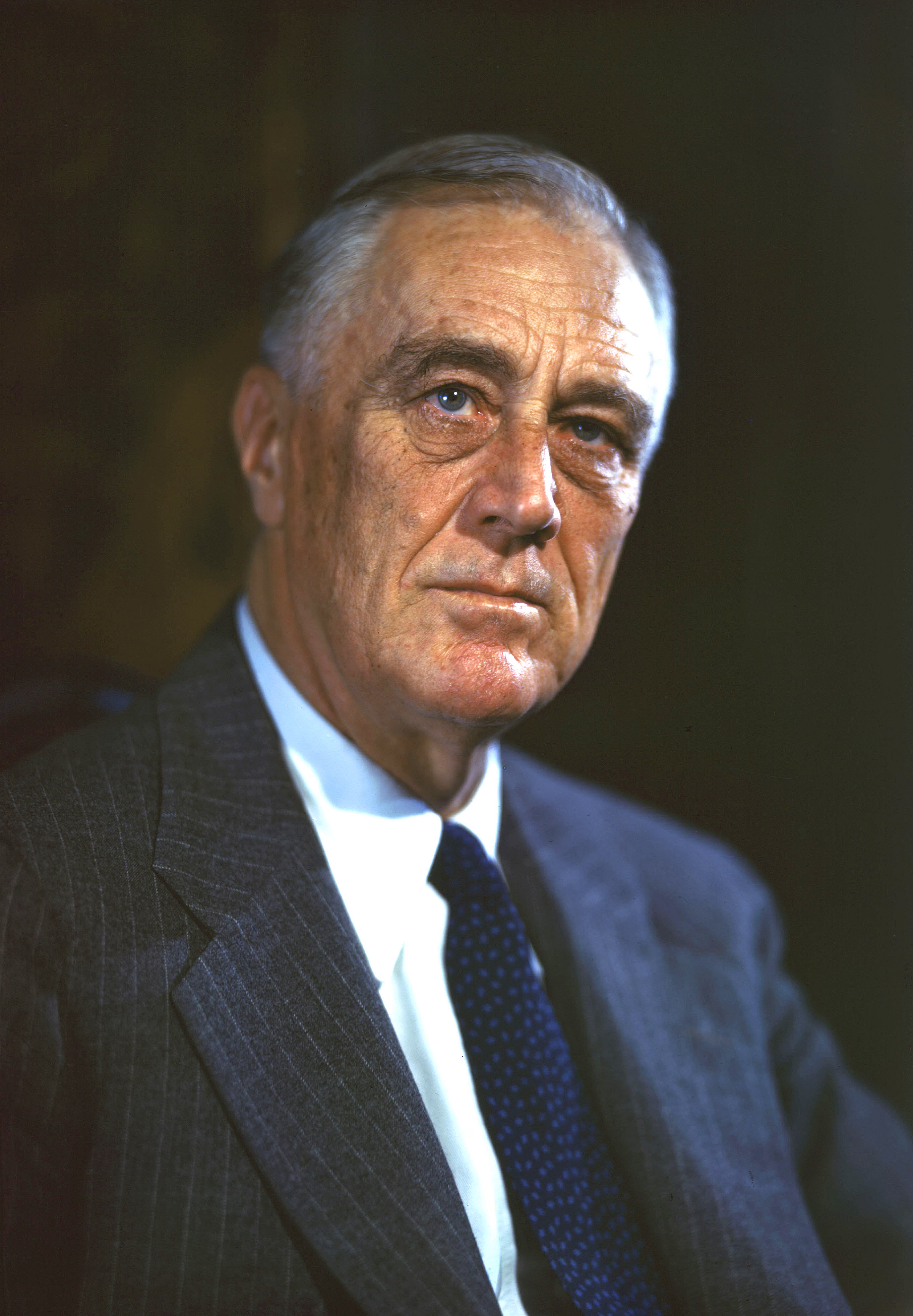
總統：富兰克林·德拉诺·罗斯福
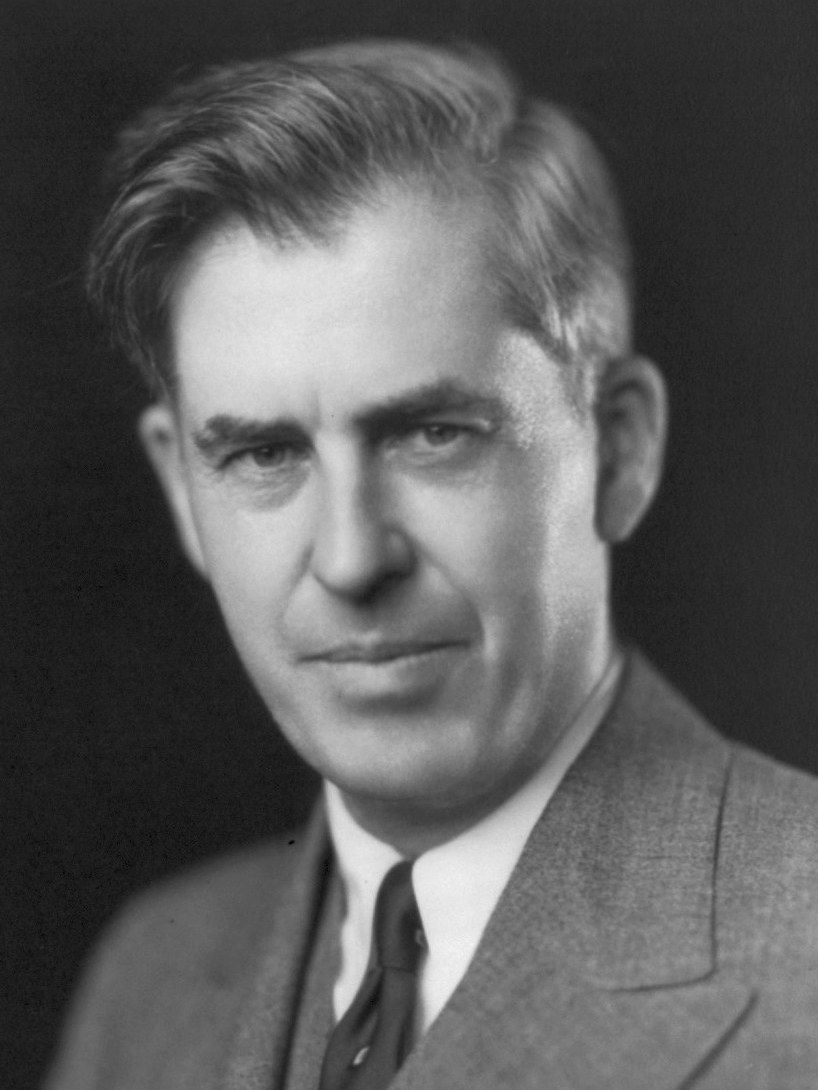
副總統：亨利·阿加德·华莱士
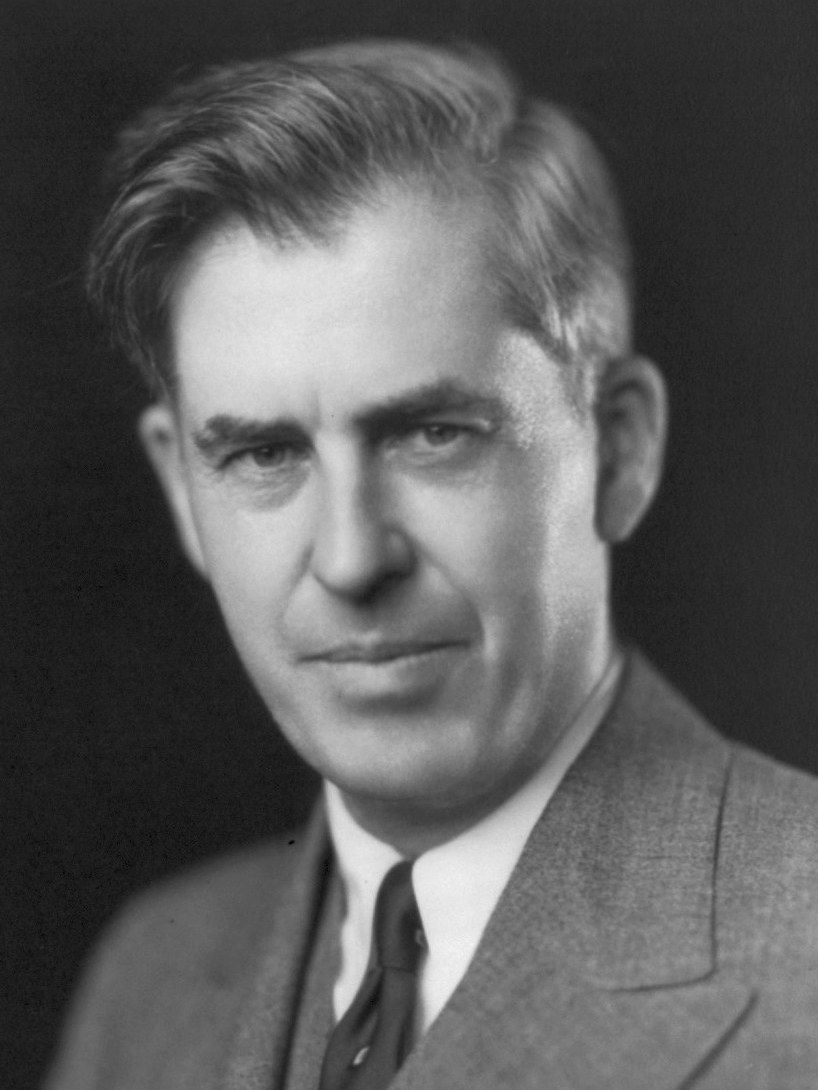
參議院議長：亨利·阿加德·華萊士（副總統兼任）
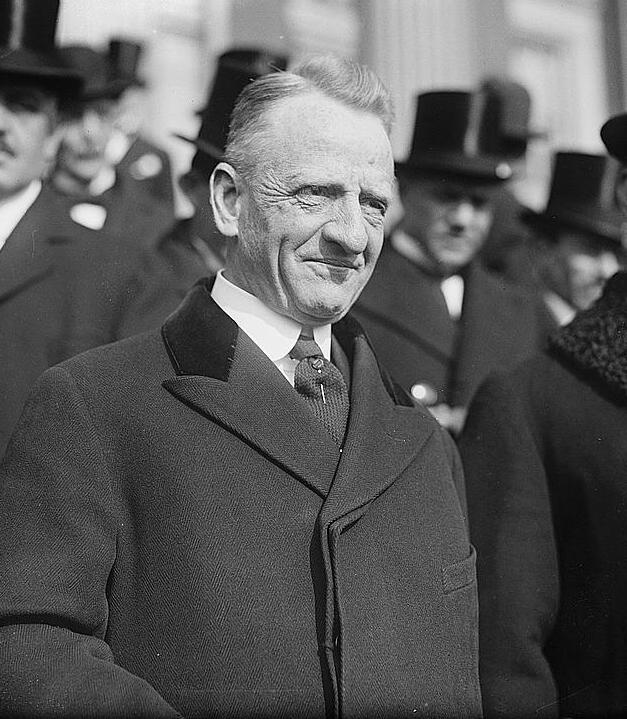
參議院臨時議長：卡特·格拉斯
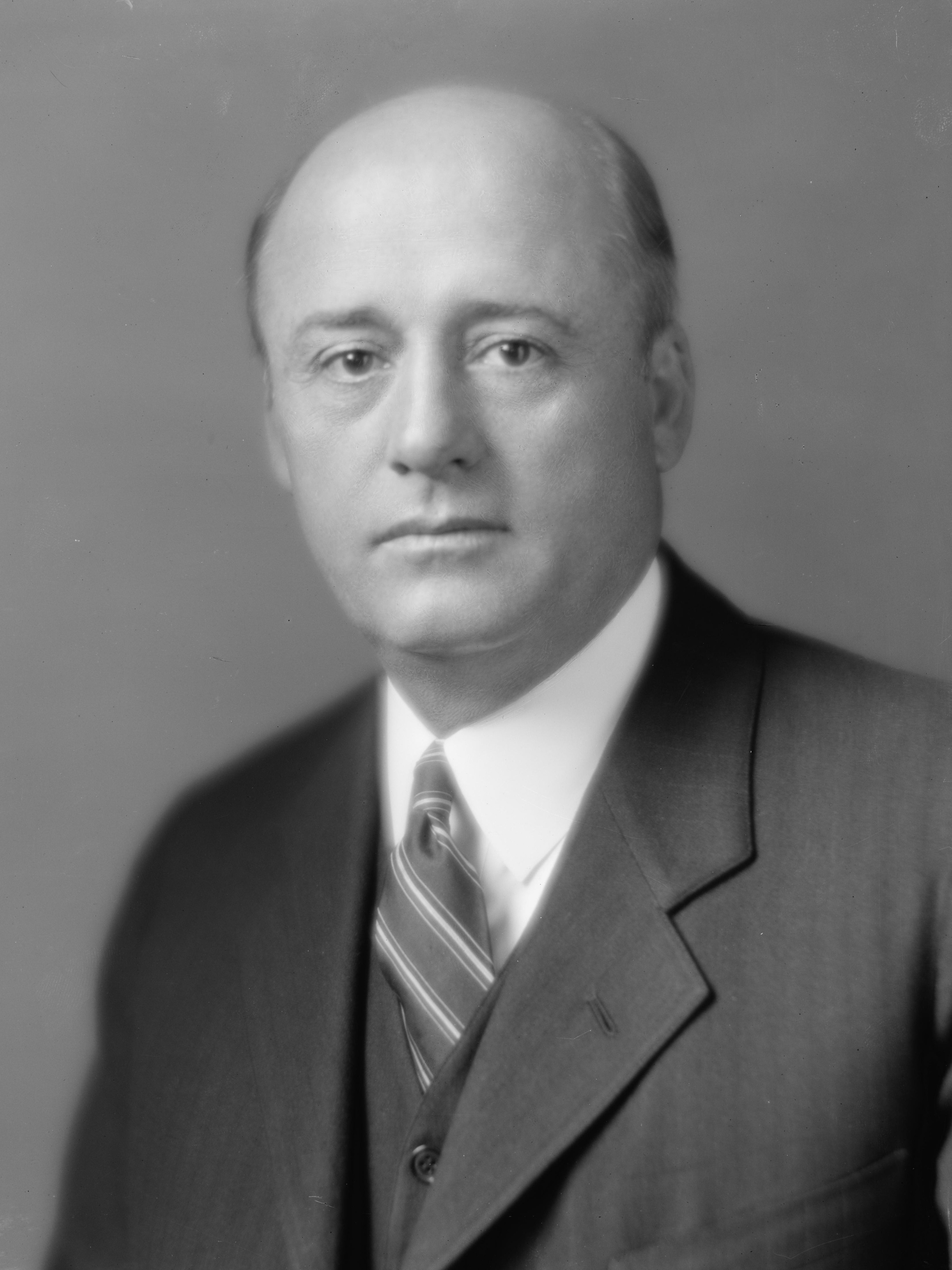
眾議院議長：薩姆·雷本
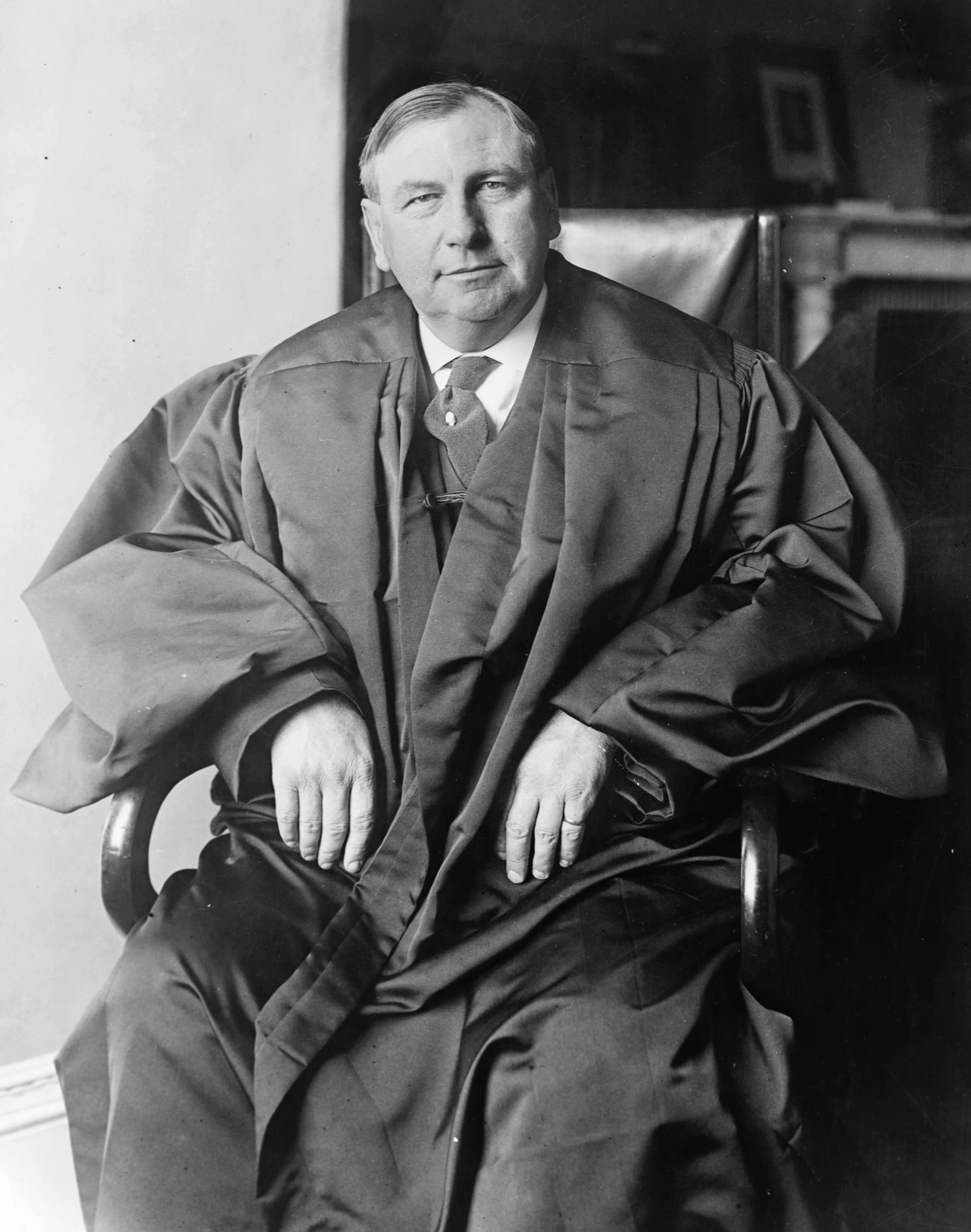
首席大法官：哈伦·菲斯克·斯通

## 大事紀

### 1月
- 1月6日：美國總統羅斯福發表了国情咨文演說，規劃出美國在世界各地捍衛基本權利的藍圖。（後來被美國藝術家諾曼·洛克威爾創作了4副系列油畫，為著名的四大自由油畫系列。
- 1月11日：美國國務卿科德爾·赫爾與中國駐美大使魏道明美國首都華盛頓特區簽署《中美新約》，該條約全名《中美關於取消美國在華治外法權及處理有關問題條約》（英語：Treaty between the United States and China for Relinquishment of Extraterritorial Rights in China and the Regulation of Related Matters），條約的主要內容是美國放棄領事裁判權與內河航行權，廢止辛丑條約及其附件。
- 1月14日：美國總統羅斯福與英國首相邱吉爾在摩洛哥卡薩布蘭卡舉行會議，1月23日結束[1]:7036。
- 1月15日：美國五角大厦开始启用。

### 2月
- 2月11日：德怀特·艾森豪威尔将军被任命为盟军在欧洲的最高指挥官。
- 2月17日：來自中國的宋美齡女士抵達華盛頓特區訪問，次日在美国国会發表演說[1]:7058。

### 3月
- 3月4日：第15屆奧斯卡金像獎於洛杉矶大使酒店 (洛杉矶)椰子丛举行，最佳影片由《忠勇之家》获得。
- 3月26日：英國外相艾登在美國演說，保證英國決對日本作戰到底，戰後中、美、英、蘇四強分擔和平責任[1]:7085。

### 4月
- 4月18日：美國空軍飛行員雷克斯·巴伯攔駕駛的P-38閃電式戰鬥機在太平洋的所羅門群島上空擊落日本聯合艦隊司令長官山本五十六大將的座機，山本五十六墜海身亡[1]:7103。

### 8月
- 8月19日：美國總統富蘭克林·德拉諾·羅斯福與英國首相邱吉爾在加拿大魁北克市舉行的魁北克會議上簽署《魁北克協定》。

### 11月
- 11月7日：1944年美國總統大選在今天舉行， 時任民主黨籍的總統富蘭克林·羅斯福擊敗了挑戰者、共和黨人托馬斯·杜威，羅斯福贏得了這次的選舉。

## 逝世
- 4月18日：山本五十六（59歲；1884年出生）